# Éloyes
Éloyes és un municipi francès, situat al departament dels Vosges i a la regió del Gran Est. L'any 2007 tenia 3.286 habitants.

## Demografia

### Població
El 2007 la població de fet d'Éloyes era de 3.286 persones. Hi havia 1.354 famílies, de les quals 400 eren unipersonals (180 homes vivint sols i 220 dones vivint soles), 411 parelles sense fills, 387 parelles amb fills i 156 famílies monoparentals amb fills.
La població ha evolucionat segons el següent gràfic:
Habitants censats

### Habitatges
El 2007 hi havia 1.507 habitatges, 1.373 eren l'habitatge principal de la família, 21 eren segones residències i 112 estaven desocupats. 838 eren cases i 665 eren apartaments. Dels 1.373 habitatges principals, 762 estaven ocupats pels seus propietaris, 580 estaven llogats i ocupats pels llogaters i 31 estaven cedits a títol gratuït; 43 tenien una cambra, 119 en tenien dues, 252 en tenien tres, 384 en tenien quatre i 575 en tenien cinc o més. 1.082 habitatges disposaven pel capbaix d'una plaça de pàrquing. A 691 habitatges hi havia un automòbil i a 495 n'hi havia dos o més.

### Piràmide de població
La piràmide de població per edats i sexe el 2009 era:
| Homes | Edats   | Dones |
| ----- | ------- | ----- |
| 8     | 95 o +  | 4     |
| 12    | 90 a 94 | 20    |
| 16    | 85 a 89 | 52    |
| 8     | 80 a 84 | 36    |
| 20    | 75 a 79 | 64    |
| 80    | 70 a 74 | 76    |
| 76    | 65 a 69 | 88    |
| 120   | 60 a 64 | 84    |
| 60    | 55 a 59 | 72    |
| 132   | 50 a 54 | 88    |
| 72    | 45 a 49 | 112   |
| 108   | 40 a 44 | 100   |
| 136   | 35 a 39 | 120   |
| 148   | 30 a 34 | 140   |
| 72    | 25 a 29 | 116   |
| 92    | 20 a 24 | 60    |
| 140   | 15 a 19 | 112   |
| 104   | 10 a 14 | 84    |
| 120   | 5 a 9   | 124   |
| 108   | 0 a 4   | 76    |

## Economia
El 2007 la població en edat de treballar era de 2.064 persones, 1.497 eren actives i 567 eren inactives. De les 1.497 persones actives 1.366 estaven ocupades (733 homes i 633 dones) i 131 estaven aturades (49 homes i 82 dones). De les 567 persones inactives 207 estaven jubilades, 182 estaven estudiant i 178 estaven classificades com a «altres inactius».

### Ingressos
El 2009 a Éloyes hi havia 1.397 unitats fiscals que integraven 3.303 persones, la mediana anual d'ingressos fiscals per persona era de 16.777 €.

### Activitats econòmiques
Dels 139 establiments que hi havia el 2007, 3 eren d'empreses extractives, 6 d'empreses alimentàries, 2 d'empreses de fabricació d'elements pel transport, 20 d'empreses de fabricació d'altres productes industrials, 20 d'empreses de construcció, 30 d'empreses de comerç i reparació d'automòbils, 5 d'empreses de transport, 4 d'empreses d'hostatgeria i restauració, 5 d'empreses financeres, 5 d'empreses immobiliàries, 21 d'empreses de serveis, 11 d'entitats de l'administració pública i 7 d'empreses classificades com a «altres activitats de serveis».
Dels 34 establiments de servei als particulars que hi havia el 2009, 1 era una gendarmeria, 1 oficina de correu, 3 oficines bancàries, 1 funerària, 5 tallers de reparació d'automòbils i de material agrícola, 1 autoescola, 4 paletes, 2 guixaires pintors, 4 fusteries, 5 lampisteries, 3 electricistes, 3 perruqueries i 1 restaurant.
Dels 9 establiments comercials que hi havia el 2009, 1 era un hipermercat, 2 fleques, 1 una fleca, 2 botigues de congelats, 1 una peixateria, 1 una botiga de mobles i 1 una joieria.
L'any 2000 a Éloyes hi havia 11 explotacions agrícoles que ocupaven un total de 190 hectàrees.

## Equipaments sanitaris i escolars
L'únic equipament sanitari que hi havia el 2009 era una farmàcia.
El 2009 hi havia 2 escoles maternals i 1 escola elemental. Éloyes disposava d'un col·legi d'educació secundària amb 394 alumnes.

## Poblacions més properes
El següent diagrama mostra les poblacions més properes.